# Jif'at Šaša-Biton
Jif'at Šaša-Biton (hebrejsky יפעת שאשא-ביטון‎; * 23. května 1973 Kirjat Šmona) je izraelská politička; ministryně bez portfeje a poslankyně Knesetu za stranu Novou naději.

## Biografie
Pochází z města Kirjat Šmona, žije ve městě Zichron Jaakov. Má tři děti.
Získala doktorát z pedagogiky. Pracuje jako ředitelka učitelského ústavu Michlelet Ohalo ve městě Kacrin na Golanských výšinách. Ve věku 35 let se zapojila do politiky, když kandidovala neúspěšně na starostku domovského města. V roce 2010 se stala náměstkyní starosty, ale z postu byla odvolána kvůli kontroverzím okolo školské politiky.
Ve volbách v roce 2015 byla poprvé zvolena do Knesetu za stranu Kulanu.